# Saint Georges (galerie Tretiakov)
Pour les articles homonymes, voir Saint-Georges.
Saint Georges (en russe : Святой Георгий) est une icône russe pré-mongole. Elle provient de Novgorod et était exposée, à l'origine, au Monastère Saint-Georges de Iouriev. Elle fait partie aujourd'hui des collections de la Galerie Tretiakov

## Histoire et datation
La datation de 1130 est incertaine et se base sur des inscriptions effectuées au dos de l'icône au XIXe siècle. Il existe deux approches différentes pour dater l'icône :
l'année 1030 est celle de la fondation du Monastère Saint-Georges de Iouriev
L'historienne Valentina Antonova s'en tient à cette datation de 1030. Son opinion est que l'icône a été commandée par le ktitor du monastère de Iouriev. Selon l'historien Vassili Tatichtchev qui en écrit déjà au milieu du XVIIIe siècle, il s'agirait de Iaroslav le Sage (978-1054) (dont le nom de baptême était Georges). Valentina Antonova considère qu'il n'est pas possible que cette icône ait été peinte lors de la consécration du monastère de Iouriev en 1130 sous les princes Vsevolod de Pskov, Prince de Novgorod (mort en 1138) (dont le nom de baptême était Gabriel) ou Mstislav Ier (1076-1132) (dont le nom de baptême était Fiodor). Sur base de la radiographie de l'icône, l'historienne conclut à une proximité de date de la peinture d'origine de l'icône de Saint Georges avec la date de la fresque « Le Saint martyr Georges » sur la voûte en conque de la chapelle Saint Georges de la Cathédrale Sainte-Sophie de Kiev qui date de la première moitié du XIe siècle. Toujours selon V. Antonova, le style de l'icône, la position du personnage de Saint Georges et les proportions de son visage sont proches d'autres peintures murales de la Cathédrale Sainte-Sophie de Kiev.
Entre les années 1130 et 1140 au XIIe siècle eut lieu la consécration de la Cathédrale Saint—Georges du Monastère Saint-Georges de Iouriev
La datation au XIIe siècle est soutenue par les historiens d'art Victor Lazarev, Angélina Smirnova, Nathalie Salko .
Victor Lazarev considère que l'icône a été peinte pour la consécration de la cathédrale Saint Georges et que ses dimensions sont adaptées à un pilier de l'édifice. Angélina Smirnova souligne que l'icône de Saint Georges a probablement été peinte par les mêmes artisans que ceux qui ont réalisé les fresques de la cathédrale Saint Georges, et qu'elle possède les mêmes motifs ornementaux que celles-ci.
L'icône a été découverte par des chercheurs du Centre Igor Grabar de restauration scientifique et artistique de Russie, entre 1928 et 1933 . En 1933, elle a été transférée à la Galerie Tretiakov.

## Iconographie
Le style de l'icône est celui qui a été répandu par l'empire byzantin depuis le Xe siècle. Saint Georges est représenté comme un guerrier, et non comme un jeune martyr. Il est en pleine taille, coiffé d'une couronne de prince sur la tête. Le fond de l'icône est doré et sans représentation d'une base de terre, d'un sol. La main droite du sujet est posée sur sa poitrine tenant une lance, la gauche est abaissée et tient une épée dans son fourreau. Derrière le saint est représenté un bouclier de forme ronde.
L'icône a été restaurée à plusieurs reprises. De l'original est resté inchangé : « le contour de la figure du saint, ses boucles brunes, son auréole rose, sa cuirasse ocre (la couche de couleur de la partie supérieure n'a pas été conservée), son manteau vermillon, la lance marron et dorée», :
Des restaurations successives ont été réalisées au cours des siècles 
- XIVe siècle — le visage, une partie du manteau, le gilet, le coude et l'épée;
- XVIe siècle et XVIIe siècle — la culotte; les chaussures (à l'exception des fragments du pied droit);
- XIXe siècle — les chaussures, une inscription sur le dos avec la date «1130».

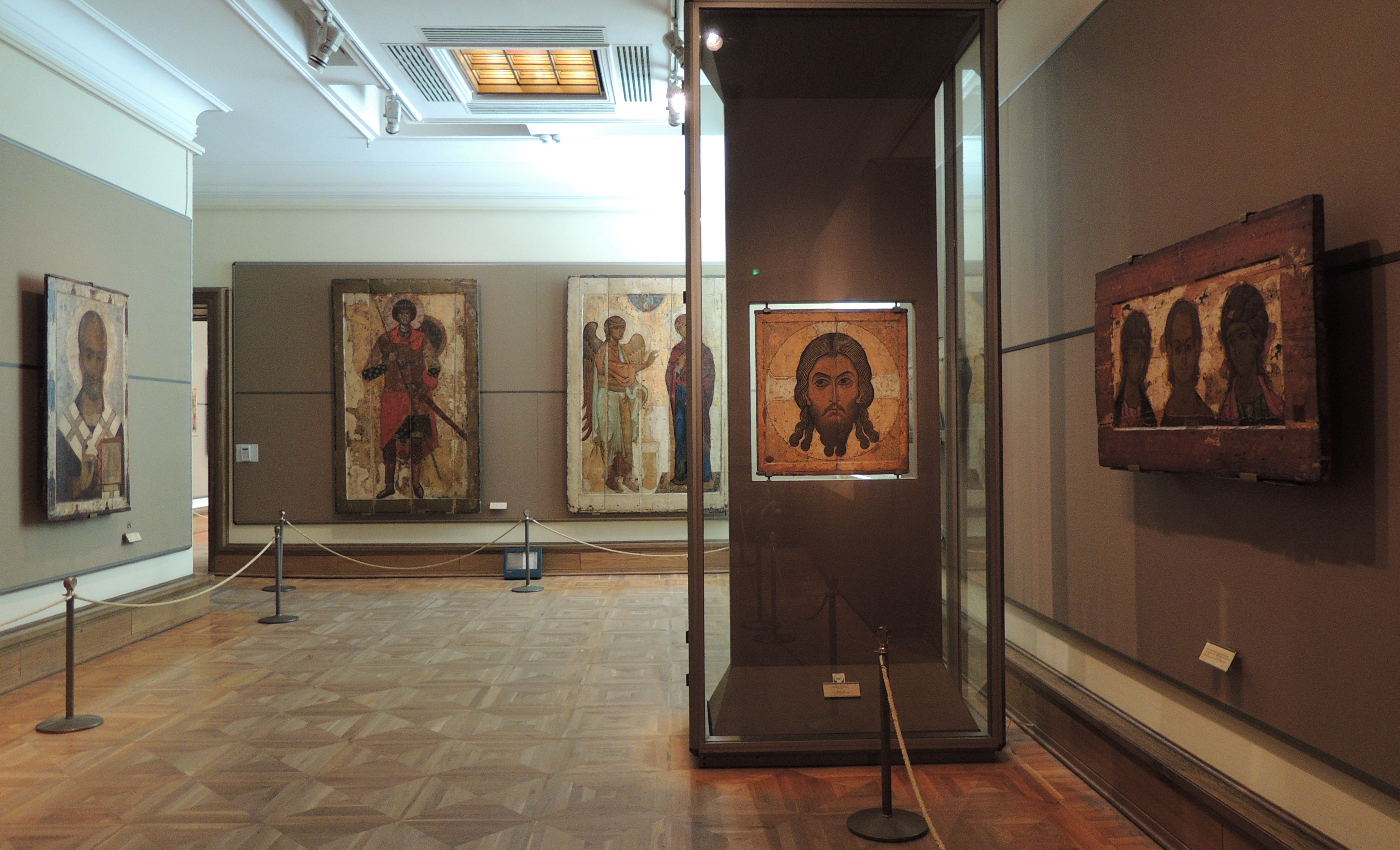
l'icône, parmi d'autres, au hall 55 de la  Galerie Tretiakov
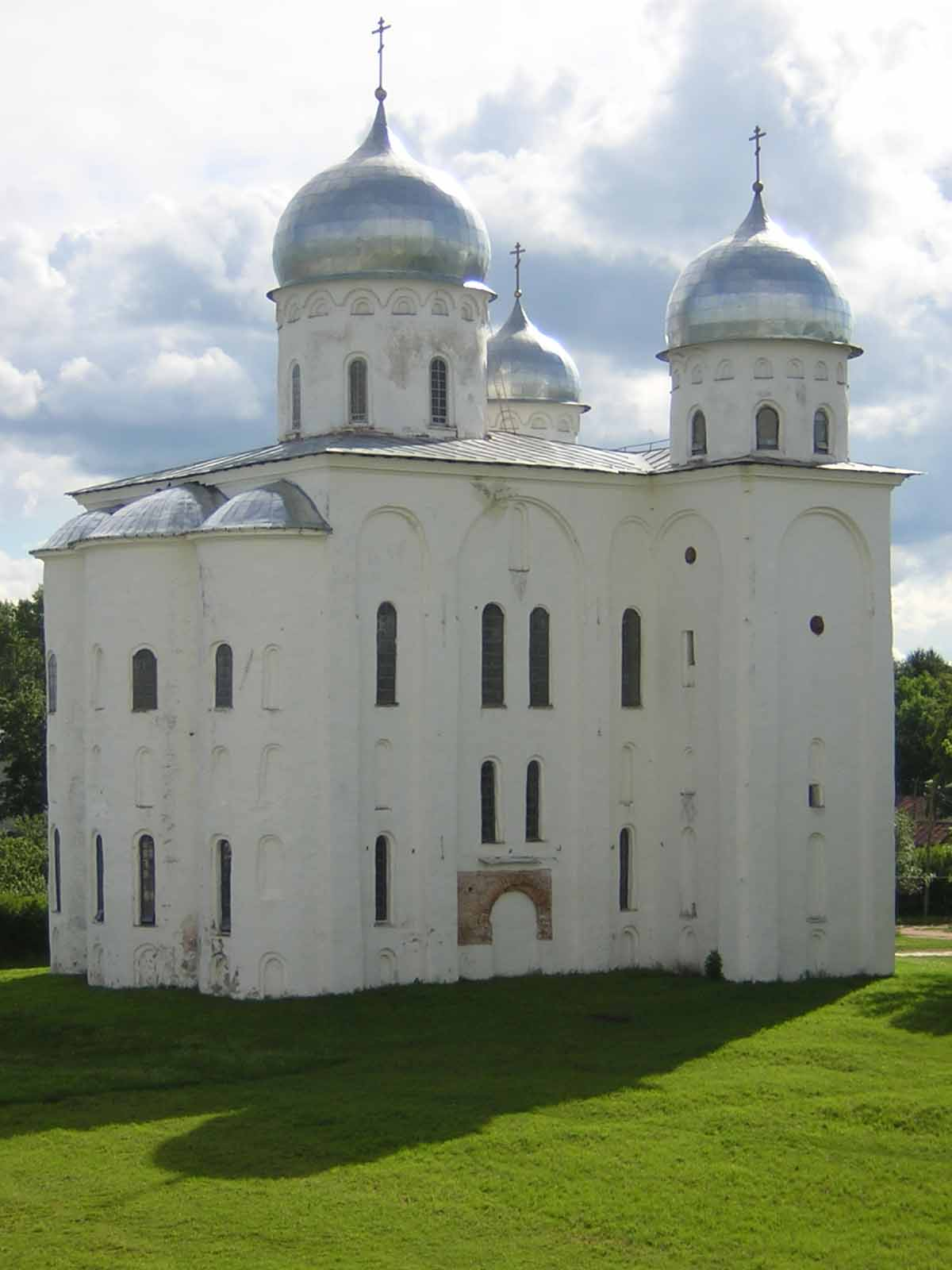
Monastère Saint-Georges de Iouriev, la cathédrale St Georges